# Robert Hoofd
Robert Hoofd (19 juli 1949) is een voormalige Belgische atleet, die gespecialiseerd was in de middellange afstand. Hij nam viermaal deel aan de Europese indoorkampioenschappen met een vijfde plaats als beste resultaat..

## Biografie
Hoofd nam in 1973 op de 800 m deel aan de  Europese indoorkampioenschappen in Rotterdam. Hij werd uitgeschakeld in de series. Twee jaar behaalde hij hetzelfde resultaat in Katowice. In 1976 wist hij zich in München te plaatsen voor de finale. In deze finale gewonnen door zijn landgenoot Ivo Van Damme werd hij vijfde. In 1977 werd hij in San Sebastián opnieuw vijfde in de series. Dit volstond deze keer voor een plaats in de halve finales waarin hij met een persoonlijk record werd uitgeschakeld.

## Persoonlijke records
Outdoor
| Onderdeel | Prestatie | Datum       | Plaats     |
| --------- | --------- | ----------- | ---------- |
| 800 m     | 1.47,8    | 4 juli 1975 | Eschweiler |

Indoor
| Onderdeel | Prestatie | Datum         | Plaats        |
| --------- | --------- | ------------- | ------------- |
| 800 m     | 1.49,5    | 12 maart 1977 | San Sebastián |

## Palmares
800 m
- 1973: 5e in series EK indoor in Rotterdam – 1.50,15
- 1974:  BK AC – 1.50,6
- 1975: 5e in series EK indoor in Katowice – 1.52,7
- 1975:  BK AC – 1.49,78
- 1976: 5e EK indoor in München – 1.50,7
- 1977: 5e in ½ fin EK indoor in San Sebastián – 1.49,5